# Fazenda 31 de Março
Fazenda 31 de Março foi um sítio localizado em Parelheiros, na zona sul da cidade de São Paulo, usado como centro de torturas e assassinatos de opositores do regime, durante o período da ditadura militar brasileira (1964–1985). Era conhecido no meio da repressão como a sede de um grupo paramilitar clandestino chamado de "Braço Clandestino da Repressão".
De propriedade de um grileiro e empresário mineiro, Joaquim Rodrigues Fagundes, dono de uma empresa de transportes no bairro paulistano da Mooca que se apossou do local no início da década de 70, e localizado no fim de uma estrada de terra na região da represa de Guarapiranga, no bairro de Embura, em Parelheiros, para esta pequena propriedade rural eram levados guerrilheiros capturados e cidadãos considerados subversivos, onde eram interrogados, torturados e assassinados. Algumas das torturas usadas por militares e policiais no sítio eram a simulação de afogamento, em córregos e poças d'água, o pau-de-arara com choques elétricos, feito na área externa, com o prisioneiro pendurado em árvores, e produtos químicos que provocavam ardência jogados pelo corpo.
Neste local foram torturados e assassinados em 1973 cinco militantes da Aliança Libertadora Nacional, entre eles os guerrilheiros Antônio Carlos Bicalho Lana e Sônia de Moraes Angel e o ex-líder estudantil Antonio Benetazzo, em 1972. Também se credita ao sítio ter sido o local da tortura e morte de Joaquim Câmara Ferreira em 1970, o líder da ALN após a morte do Carlos Marighella, em novembro de 1969. O único sobrevivente conhecido do centro de tortura foi o ex-vereador e deputado estadual Affonso Celso Nogueira Monteiro, preso já no governo de Ernesto Geisel e solto após seu desaparecimento ter sido denunciado no Congresso Nacional e na Assembléia Legislativa do Rio de Janeiro.
Quando não havia presos no sítio, ele era usado pelo dono para promover churrascos com membros da repressão política, entre eles os ex-coronéis Erasmo Dias e Carlos Alberto Brilhante Ustra e o ex-delegado Sérgio Fleury. Joaquim Rodrigues Fagundes, o proprietário, foi condecorado pelo Exército com a Medalha do Pacificador, em 30 de junho de 1977,  por "serviços prestados ao país". Em 24 de julho de 1984 recebeu a condecoração da Ordem do Mérito Militar. Fagundes era proprietário de uma transportadora que tinha como único cliente a Companhia de Telecomunicações do Estado de São Paulo (COTESP).